# 加蒂卡
加蒂卡（西班牙語：Gatica）是西班牙巴斯克自治区比斯开省的一个市镇。总面积17平方公里，总人口1295人（2001年），人口密度76人/平方公里。